# Schynige Platte Bahn
Schynige Platte Bahn je ozubnicová trať z Wilderswilu na Schynige Platte v blízkosti Interlakenu v kantonu Bern, ve Švýcarsku. V současné době spadá tato dráha pod společnost Jungfraubahnen AG.
Trať je 7,255 km dlouhá a překonává převýšení 1 420 m na náhorní plošinu ve výšce 1 987 m n. m., což je největší převýšení ze všech tratí v Jungfrauregionu (Jungfraubahn má převýšení "pouze" 1 393 m).
Trať je vedena po úbočí hory, a při jízdě je možno sledovat změnu flóry se změnou nadmořské výšky od hustých údolních lesů, alpských luk až po horské rostlinstvo na vrcholu. Unikátní je změna krajiny po průjezdu tunelem Grätli. Z úbočí, po kterém je trať vedena, a z vrcholové vyhlídky je možno pohlédnout do údolí na jezera Thunersee a Brienzersee, město Interlaken nebo na alpskou scenérii Berner Oberland, s vrcholy lesknoucích se bílých gigantů Bernských Alp, Eiger, Mönch, Jungfrau a sedla Jungfraujoch.

## Provoz

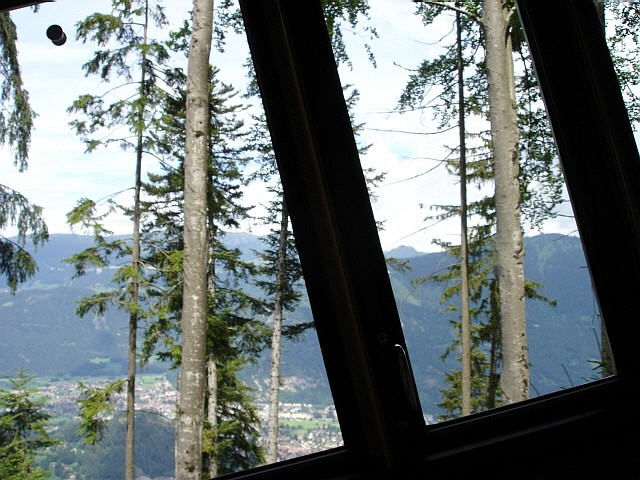
Stoupání tratě na Schynige Platte

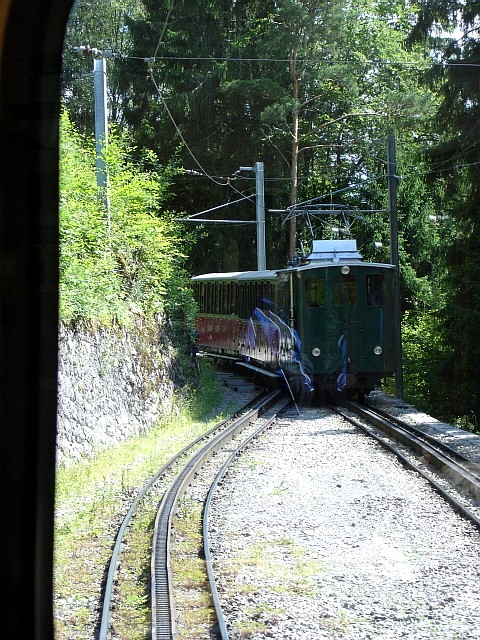
míjení na Roteneggu

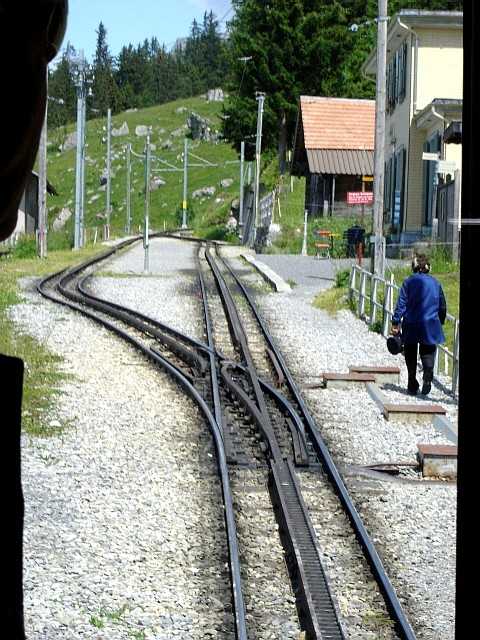
zastávka Breitlauenen

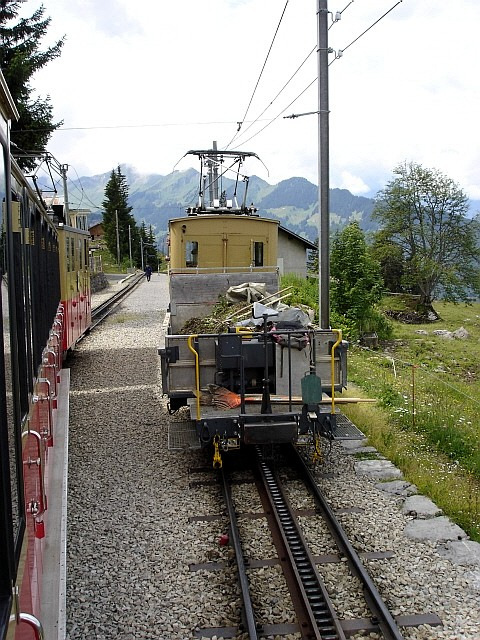
pracovní souprava

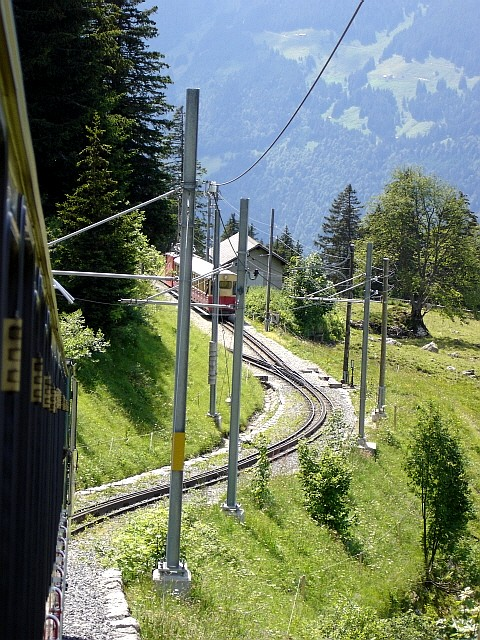
míjení na Breitlauenen

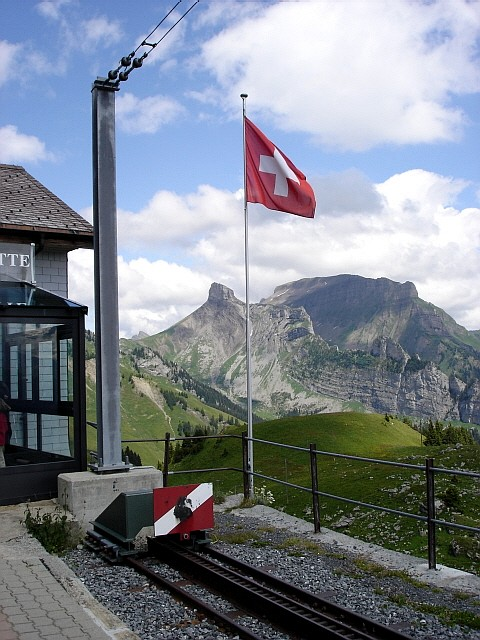
poslední metry

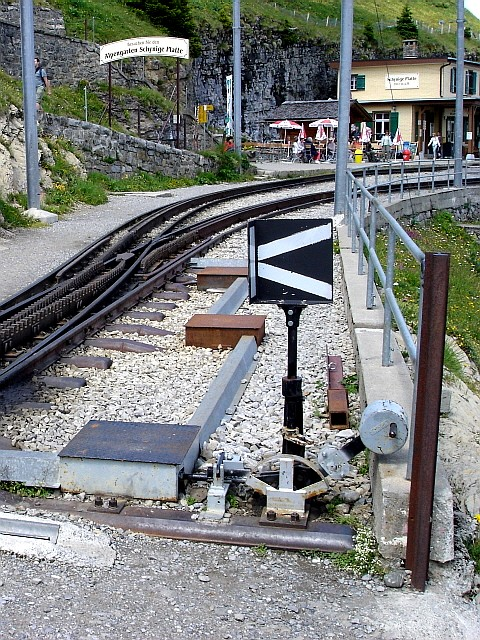
výhybka

Trať byla stavěna v době rozmachu turistiky v oblasti pod Jungfraujoch se záměrem turisticky zpřístupnit náhorní planinu Schynige Platte. Mimo hlavního účelu, dopravy turistů, zajišťuje zásobování do hotelu u zastávky Breitlauenen a vrcholového hotelu a stanice na Schynige Platte.

Ve Wilderswilu ...
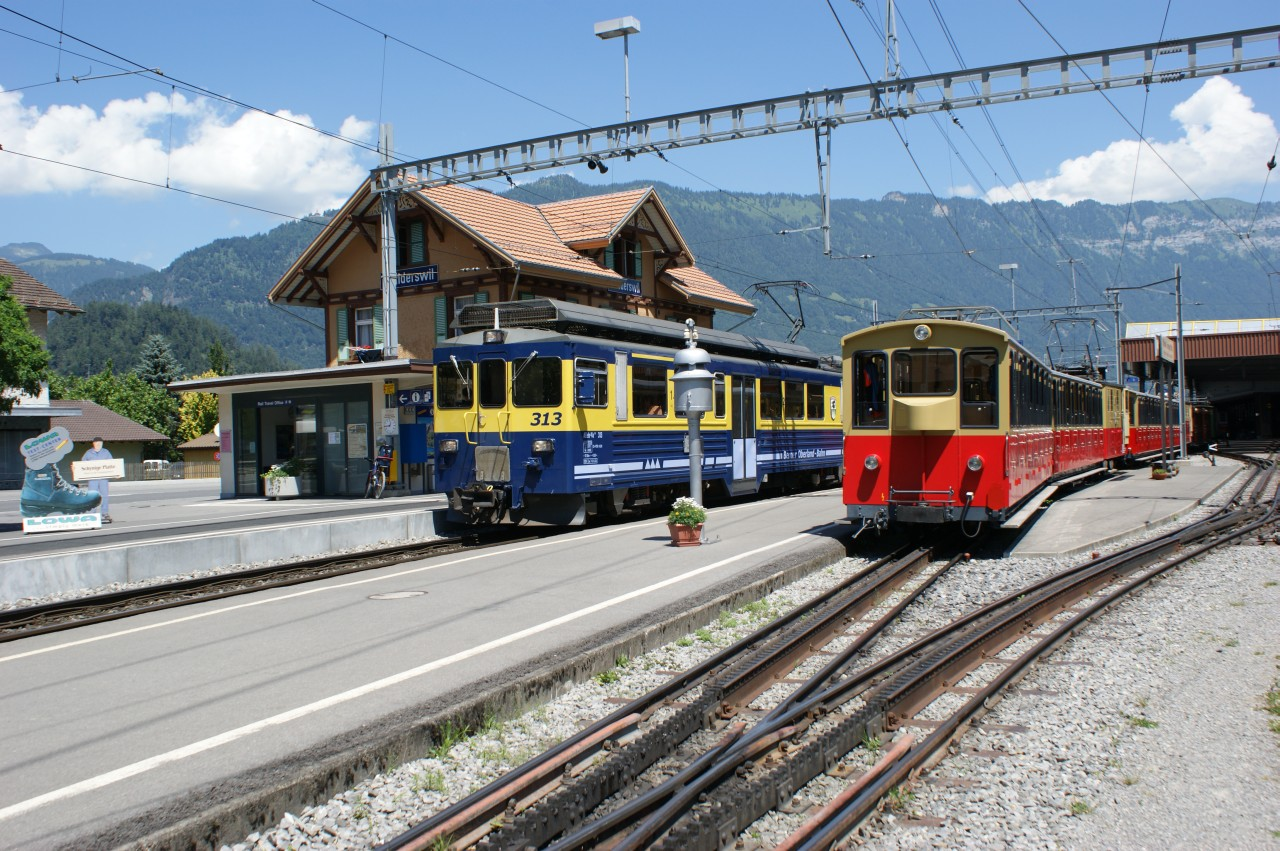
nádraží
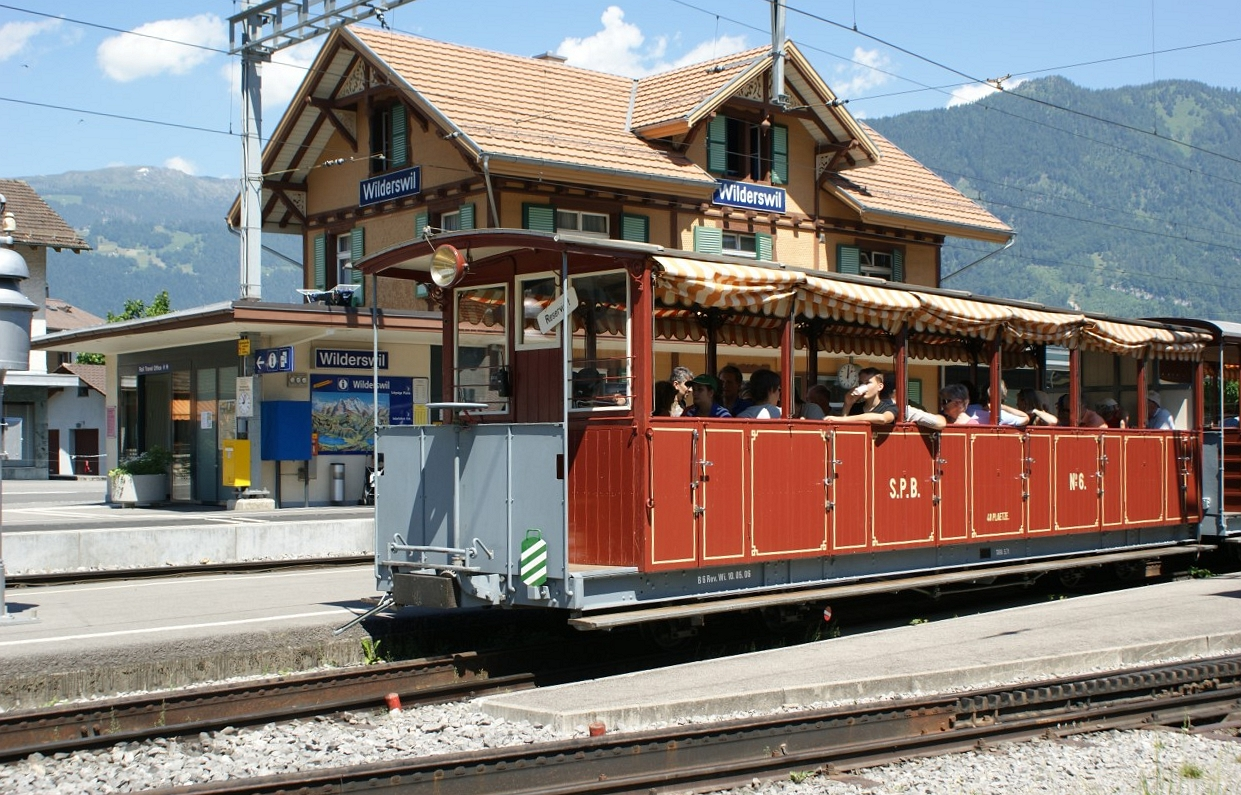
příležitostný vagón
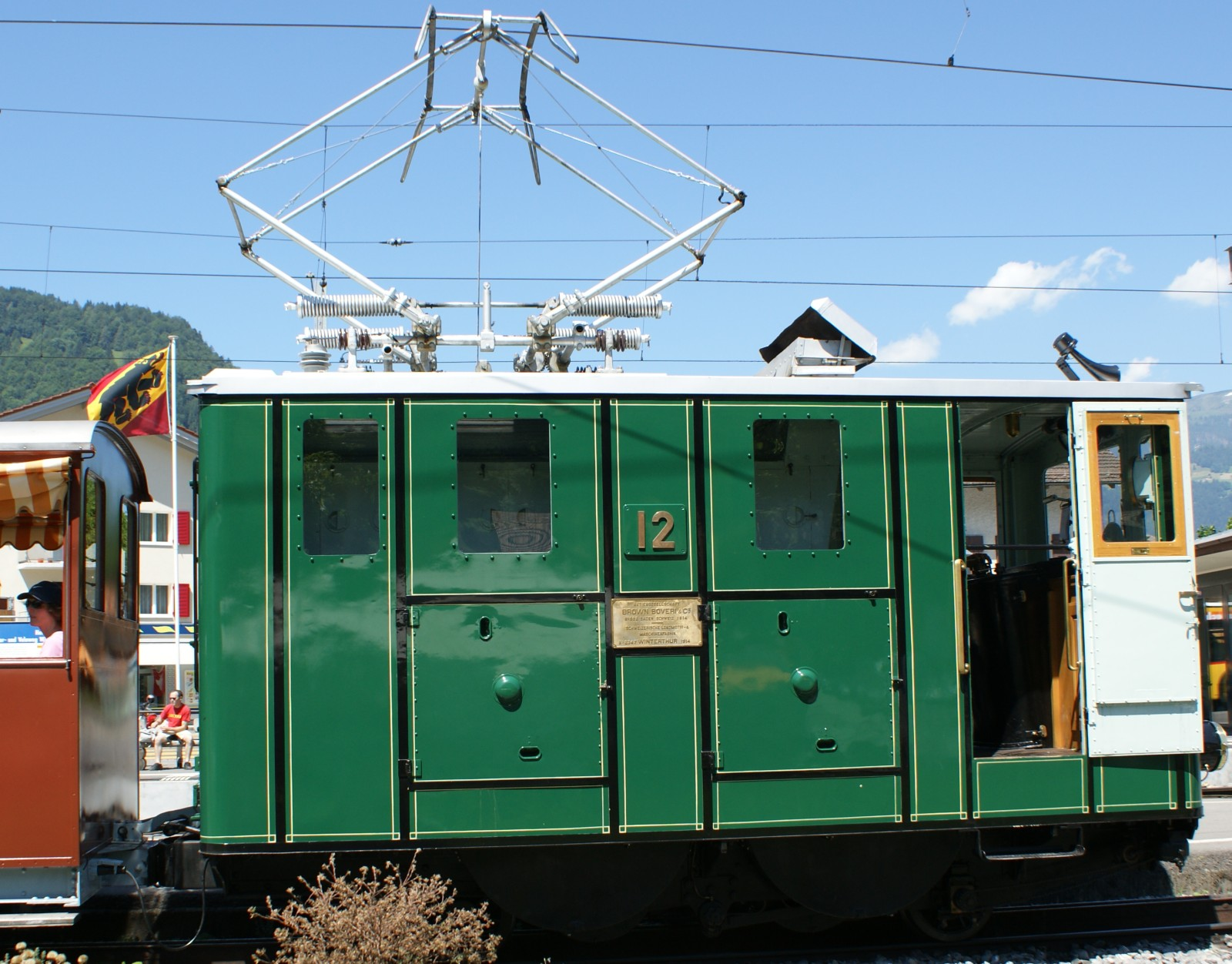
jeden z nejstarších strojů
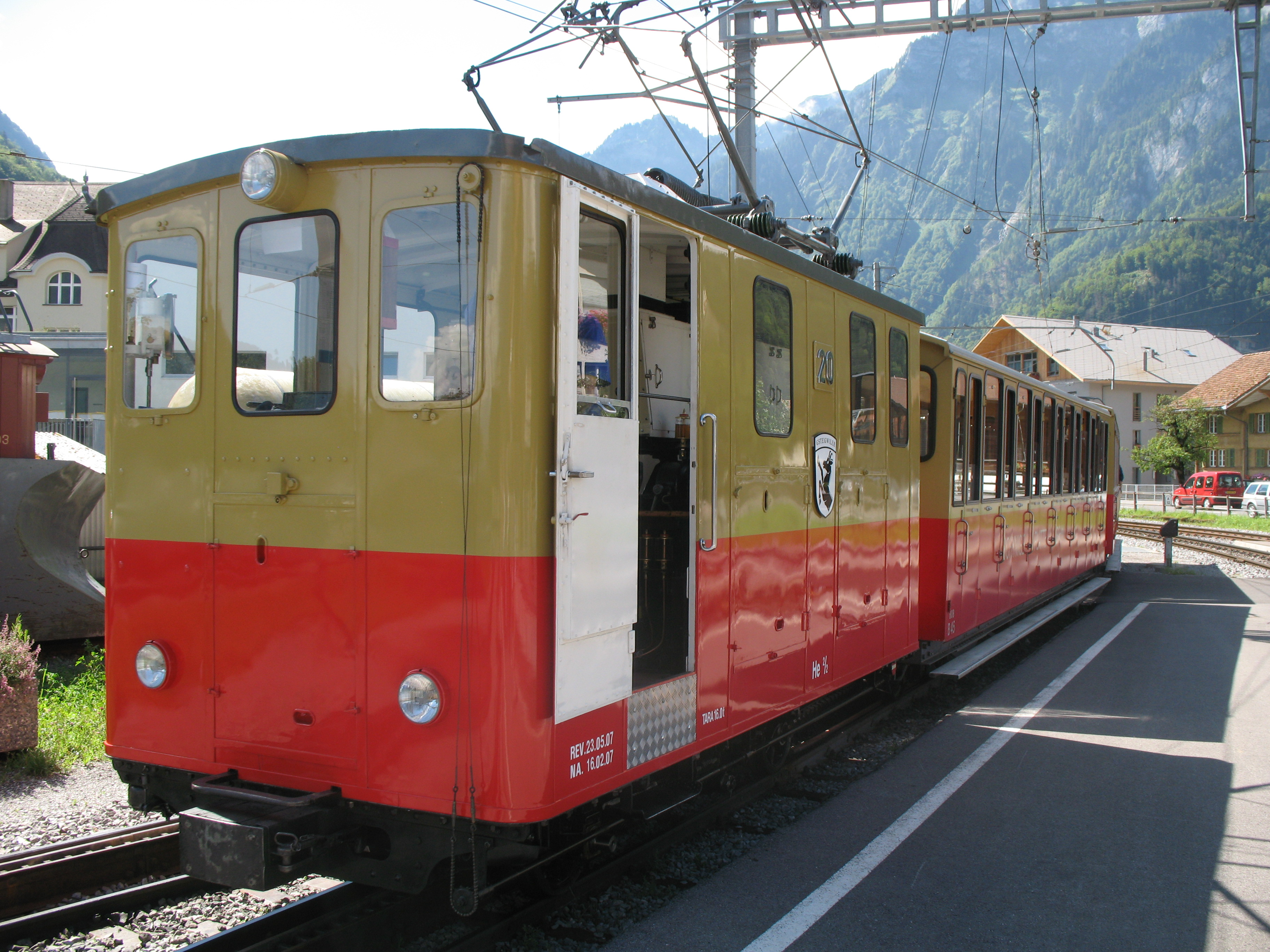
čekání na turisty
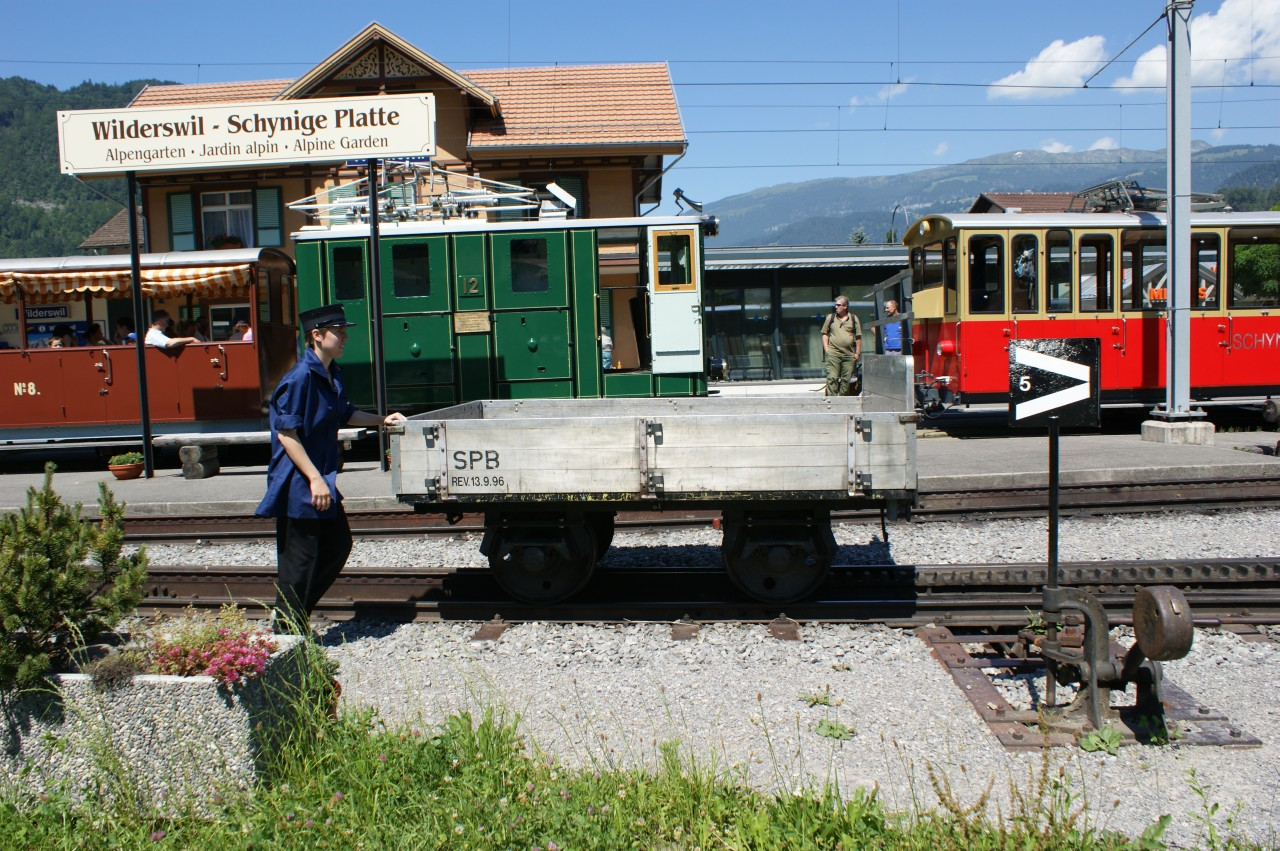
co se vleče, neuteče
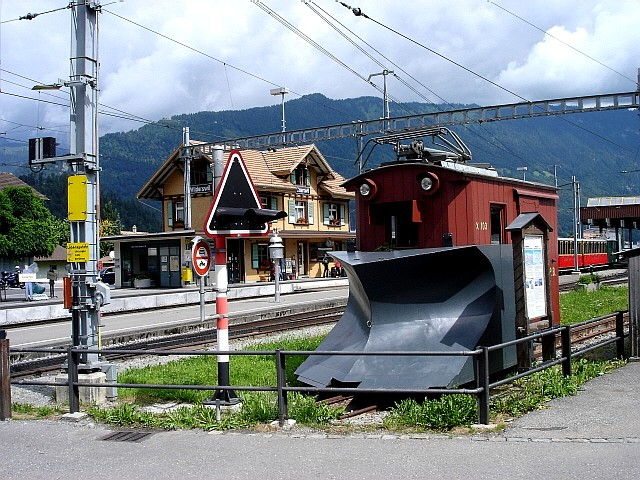
sněhový pluh

Provoz byl zahájen 14. června 1893. Od roku 1914 je trať elektrifikovaná, přičemž velkou část přepravy zajišťuje lokomotivní park starých, ale stále funkčních strojů od Wengernalpbahn. Schynige Platte Bahn je historií železnice pod Jungfrau, v turistické sezóně je na trať každý týden vypravena parní lokomotiva. Na trati jsou dvě místa, kde probíhá míjení souprav a to bezobslužná zastávka Rotenegg a na zastávce Breitlauenen.

## Historie tratě

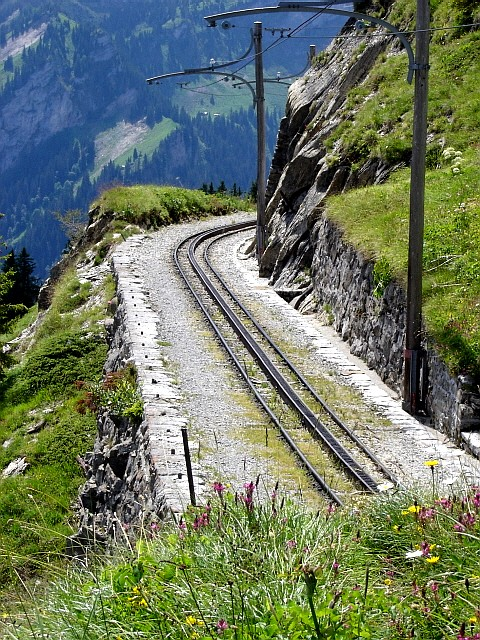
na úbočí
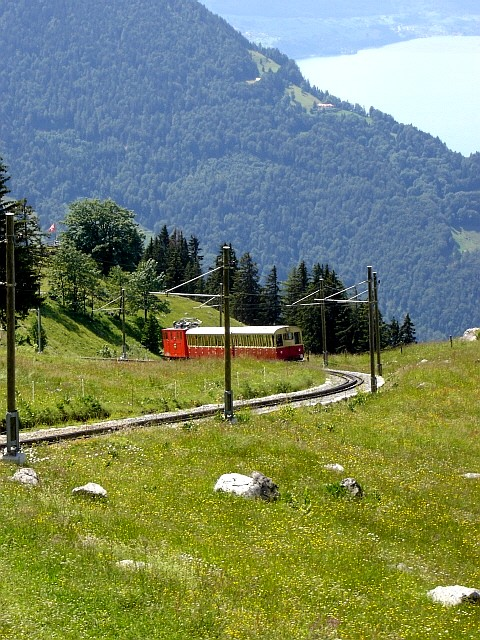
na úbočí
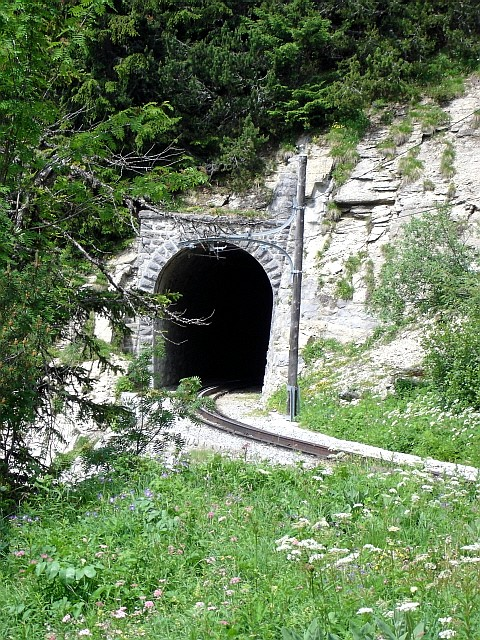
tunel Grätli
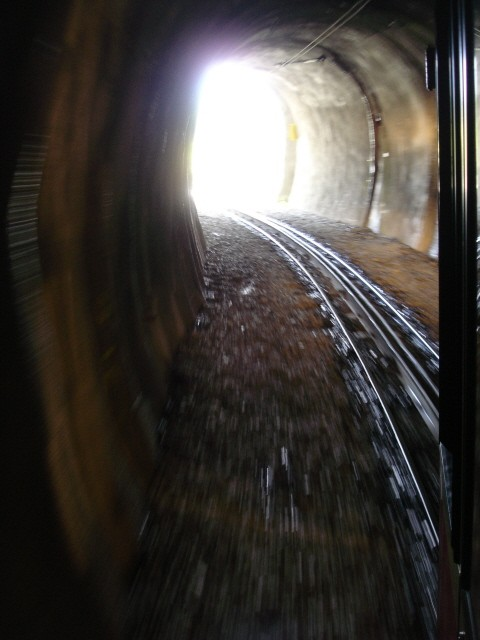
tunel Stepfegg

|     | červen | 1890 | … | Inženýr Rudolf von Erlach zpracovává detailní plány železnice ve spolupráci s firmou Bauunternehmung Pümpin & Herzog. |
| 16. | září   | 1890 |   | Založení spolku Schynige Platte-Bahn-Gesellschaft.                                                                    |
| 26. | září   | 1890 |   | Vydána licence federální rady.                                                                                        |
|     | duben  | 1891 |   | Založení společnosti Schynige-Platte-Bahn-Gesellschaft.                                                               |
|     |        | 1891 |   | Zahájení stavebních prací Schynige Platte-Bahn                                                                        |
| 15. | května | 1893 |   | Oficiální zahájení provozu s parní trakcí.                                                                            |
| 14. | června | 1893 |   | Zahájení pravidelného provozu, provoz zajišťuje společnost Thunerseebahn.                                             |
| 1.  | ledna  | 1895 |   | Společnost Berner Oberland-Bahn kupuje Schynige Platte Bahn.                                                          |
| 1.  | ledna  | 1896 |   | Berner Oberland Bahn se stává novým majitelem Schynige Platte Bahn.                                                   |
| 9.  | května | 1914 |   | Dokončení elektrifikace Wilderswil - Schynige Platte.                                                                 |
|     |        | 1928 |   | Založena alpská botanická zahrada na Schynige Platte.                                                                 |
|     |        | 1966 |   | Dráha Schynige Platte Bahn přebírá 4 lokomotivy od Wengernalpbahn (WAB)                                               |
|     |        | 1970 |   | Dráha Schynige Platte Bahn přebírá 2 lokomotivy od Wengernalpbahn (WAB).                                              |
|     |        | 1978 |   | Dráha Schynige Platte Bahn přebírá další lokomotivy od Wengernalpbahn (WAB).                                          |
|     |        | 1993 |   | Schynige Platte Bahn oslavuje 100 let provozu.                                                                        |
|     |        | 2000 |   | Vytvoření společnosti Jungfraubahnen AG.                                                                              |
| 7.  | června | 2001 |   | Otevřena vyhlídka restaurace na Schynige Platte.                                                                      |
- na úbočí
- na úbočí
- tunel Grätli
- tunel Stepfegg

## Technická data železnice
| Rozchod:                  | 800 mm                         |
| El. trakce:               | 1,5 kV dc                      |
| Provozní délka:           | 7257 m                         |
| Celková délka:            | 8488 m                         |
| Délka ozubeného hřebene:  | 8488 m                         |
| Ozubnicový systém:        | Ringgenbach                    |
| Max. rychlost:            | neuvedeno km/h                 |
| Max. rychl. na ozubnici:  | neuvedeno km/h                 |
| Největší sklon adhezně:   | - ‰                            |
| Největší sklon ozubnice:  | 250 ‰                          |
| Průměrný sklon:           | neuvedeno ‰                    |
| Nejvyšší bod:             | 1987 m n. m. (Schynige Platte) |
| Nejnižší bod:             | 584 m n. m. (Wilderswil)       |
| Převýšení:                | 1403 m                         |
| Nejmenší poloměr oblouku: | 60 m                           |
| Počet mostů:              | 7                              |
| Celková délka mostů:      | 75 m                           |
| Počet tunelů:             | 4                              |
| Celková délka tunelů:     | 380 m                          |
| Počet tubusů:             | 1                              |
| Počet galerií:            | 0                              |
| Celková délka galerií:    | 0 m                            |
| Stanice a zastávky:       | 3                              |
| Počet zaměstnanců:        | neuvedeno (r. neuvedeno)       |

Znaky na lokomotivách ...
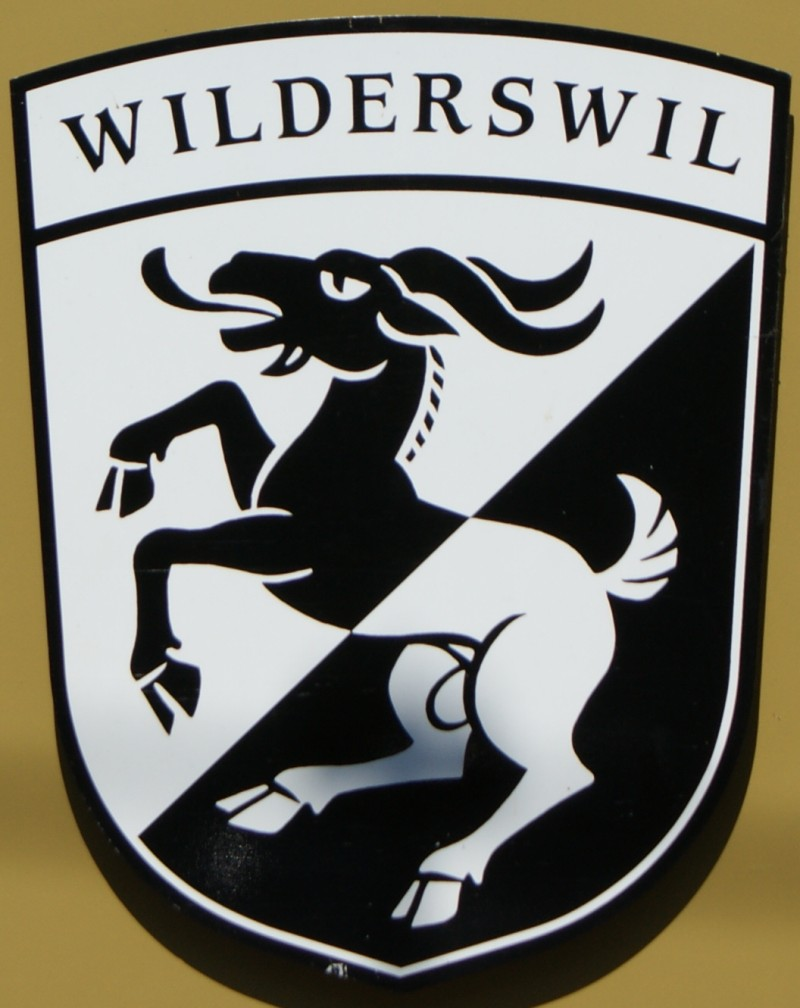
Znaky na SPB He 2/2 11
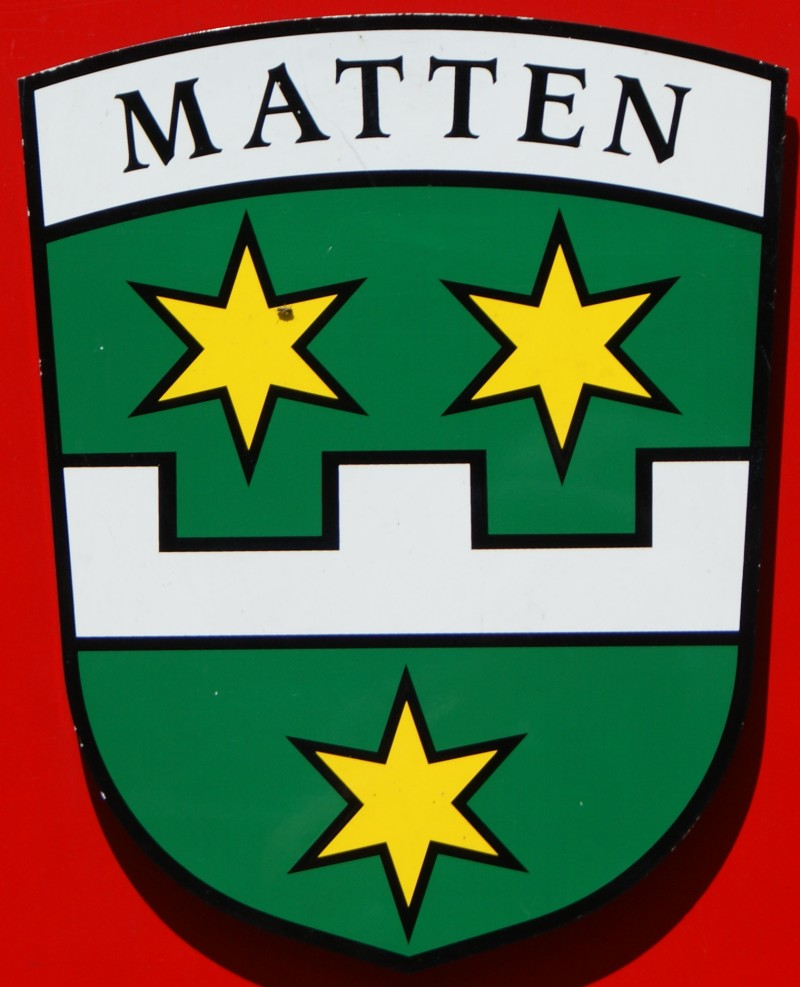
Znaky na SPB He 2/2 13
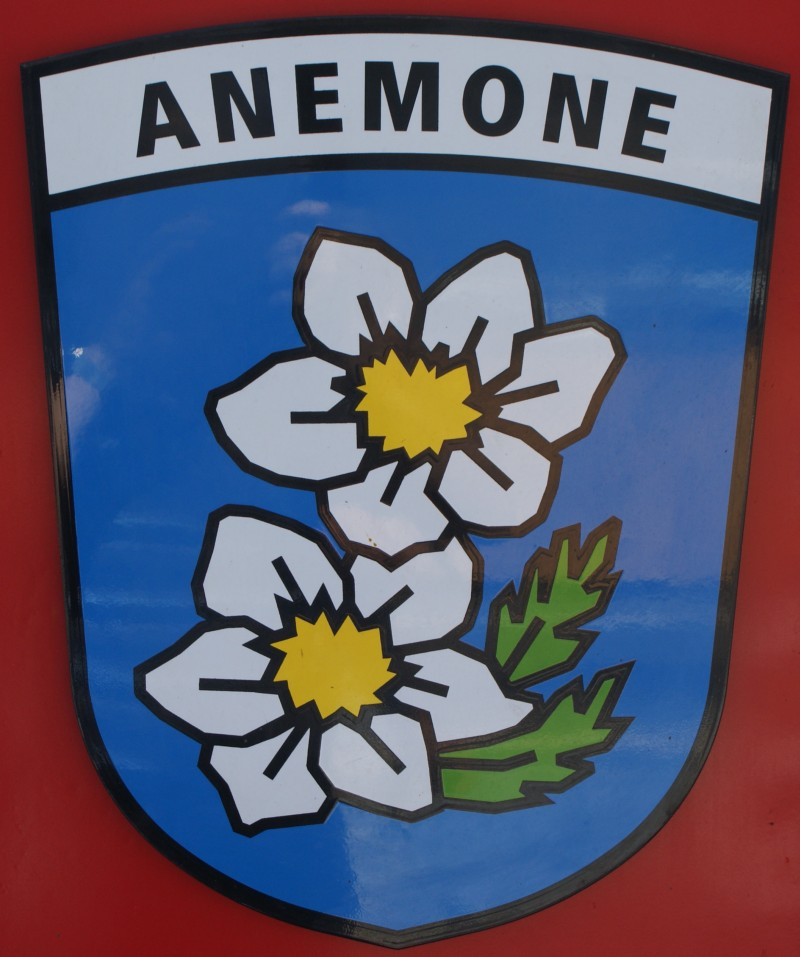
Znaky na SPB He 2/2 16 dříve WAB He 2/2 52
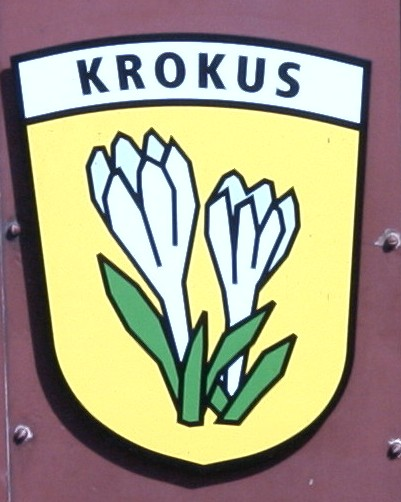
Znaky na SPB He 2/2 18 dříve WAB He 2/2 54
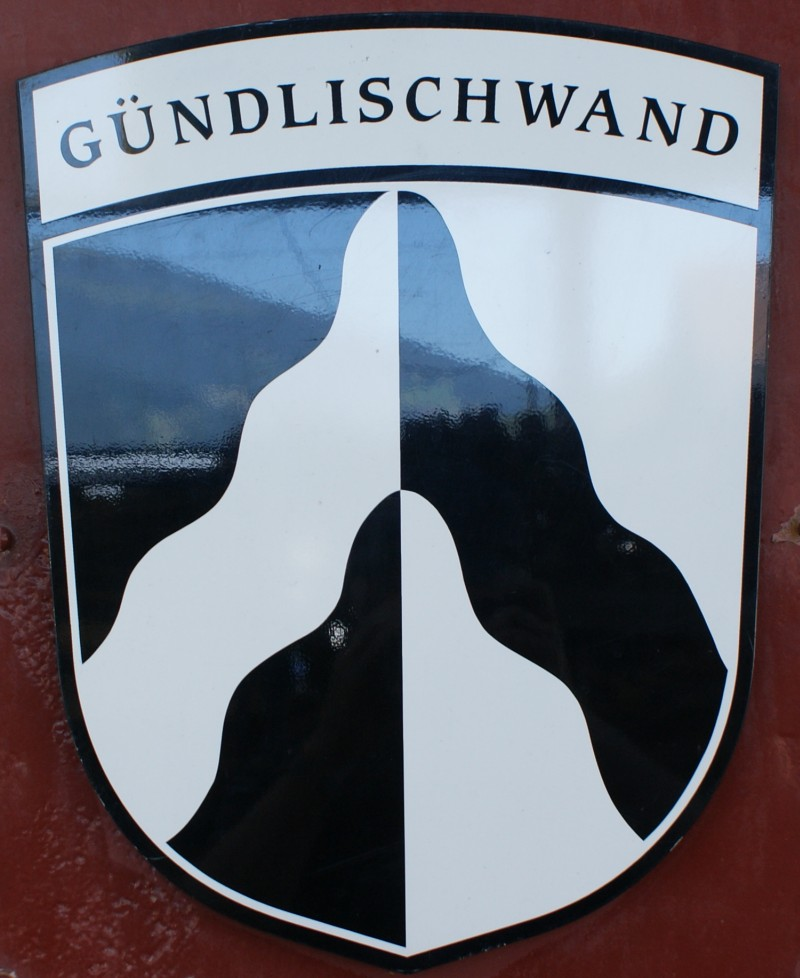
Znaky na SPB He 2/2 18 dříve WAB He 2/2 54
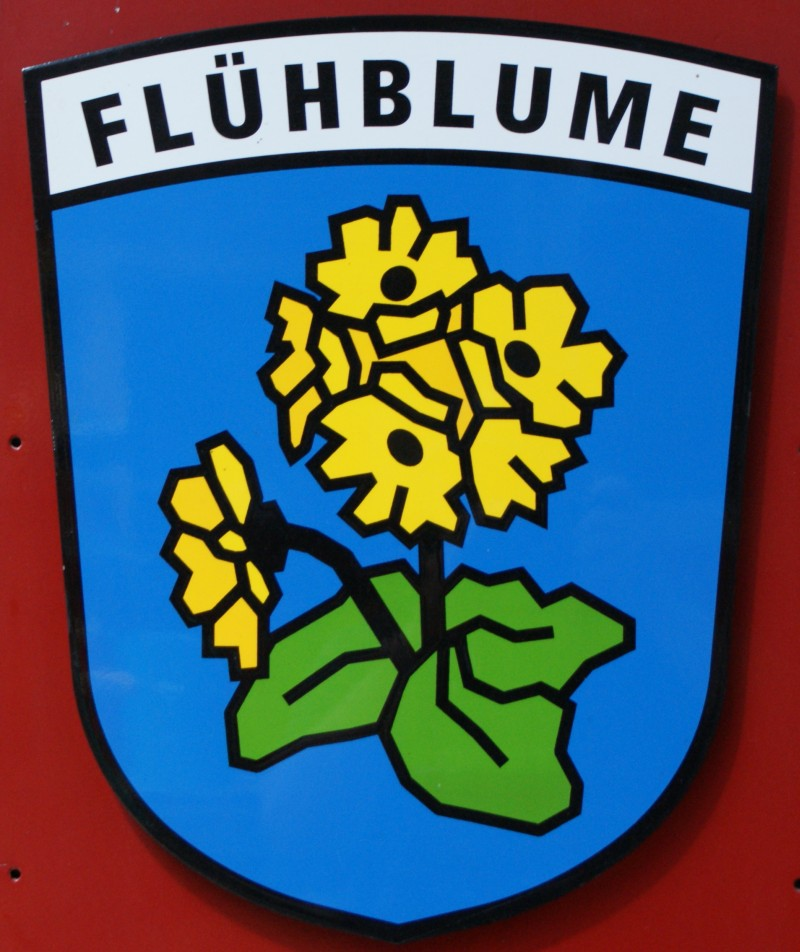
Znaky na SPB He 2/2 19 dříve WAB He 2/2 59
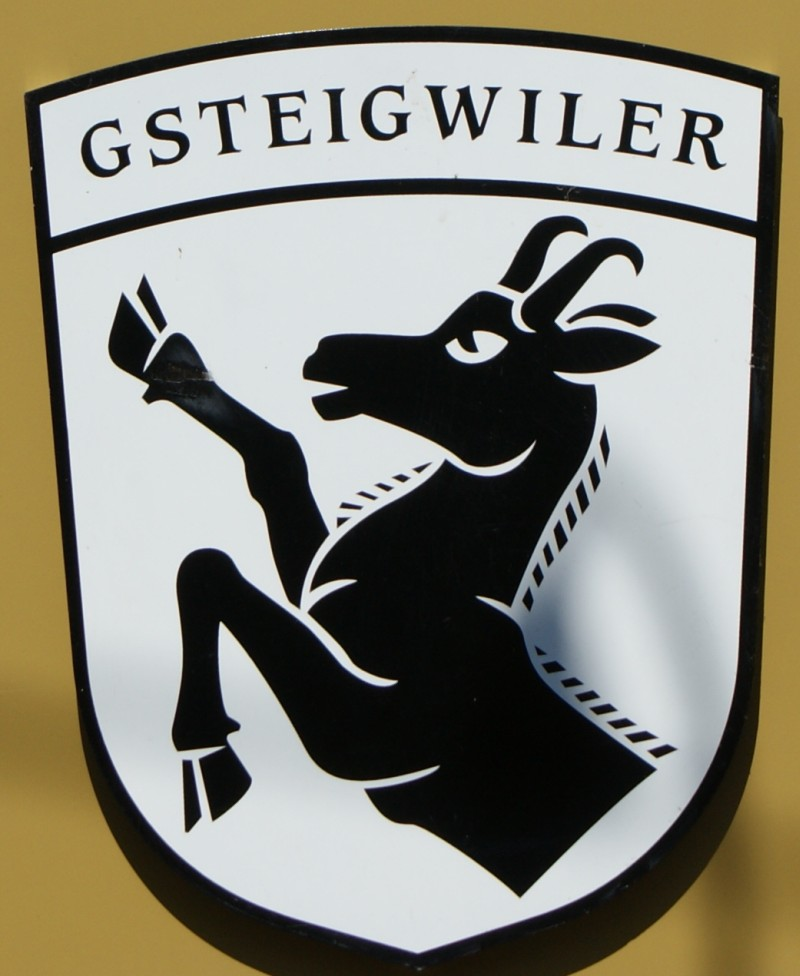
Znaky na SPB He 2/2 19 dříve WAB He 2/2 60
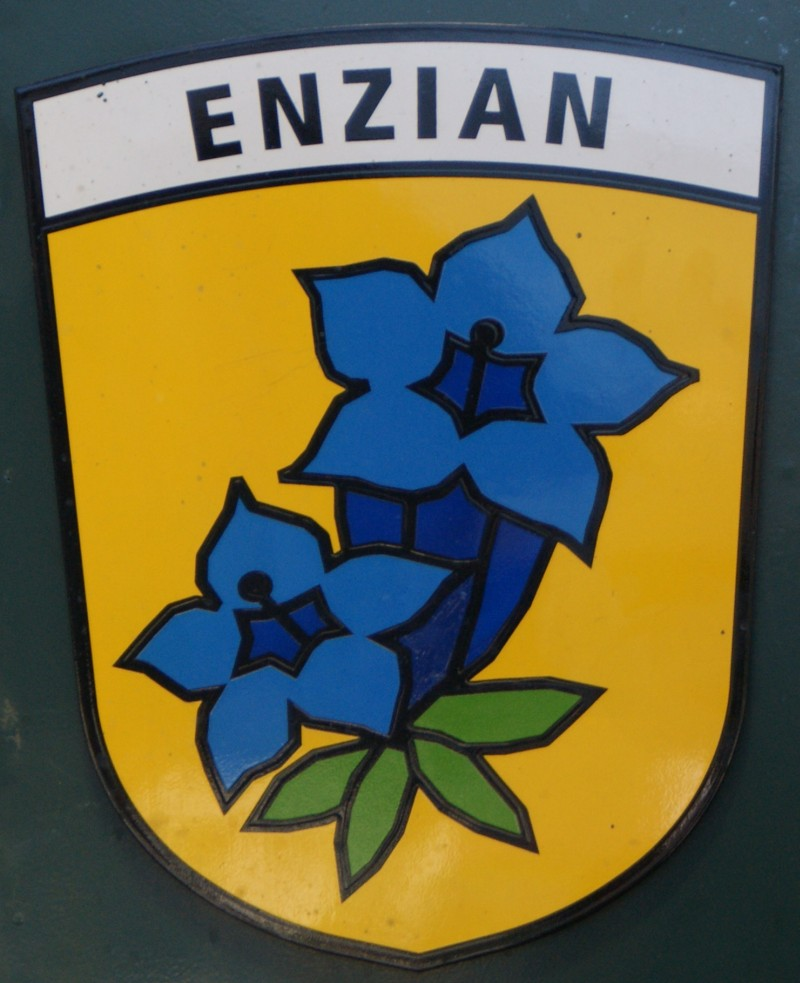
Znaky na SPB He 2/2 61 dříve WAB He 2/2 61
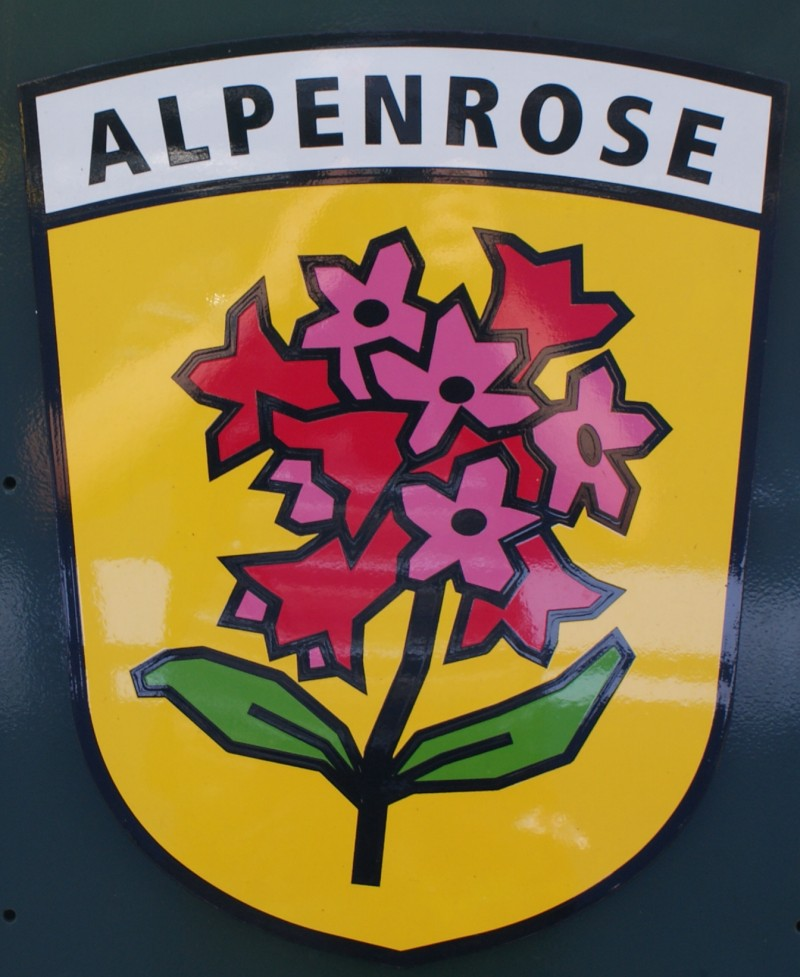
Znaky na SPB He 2/2 62 dříve WAB He 2/2 62
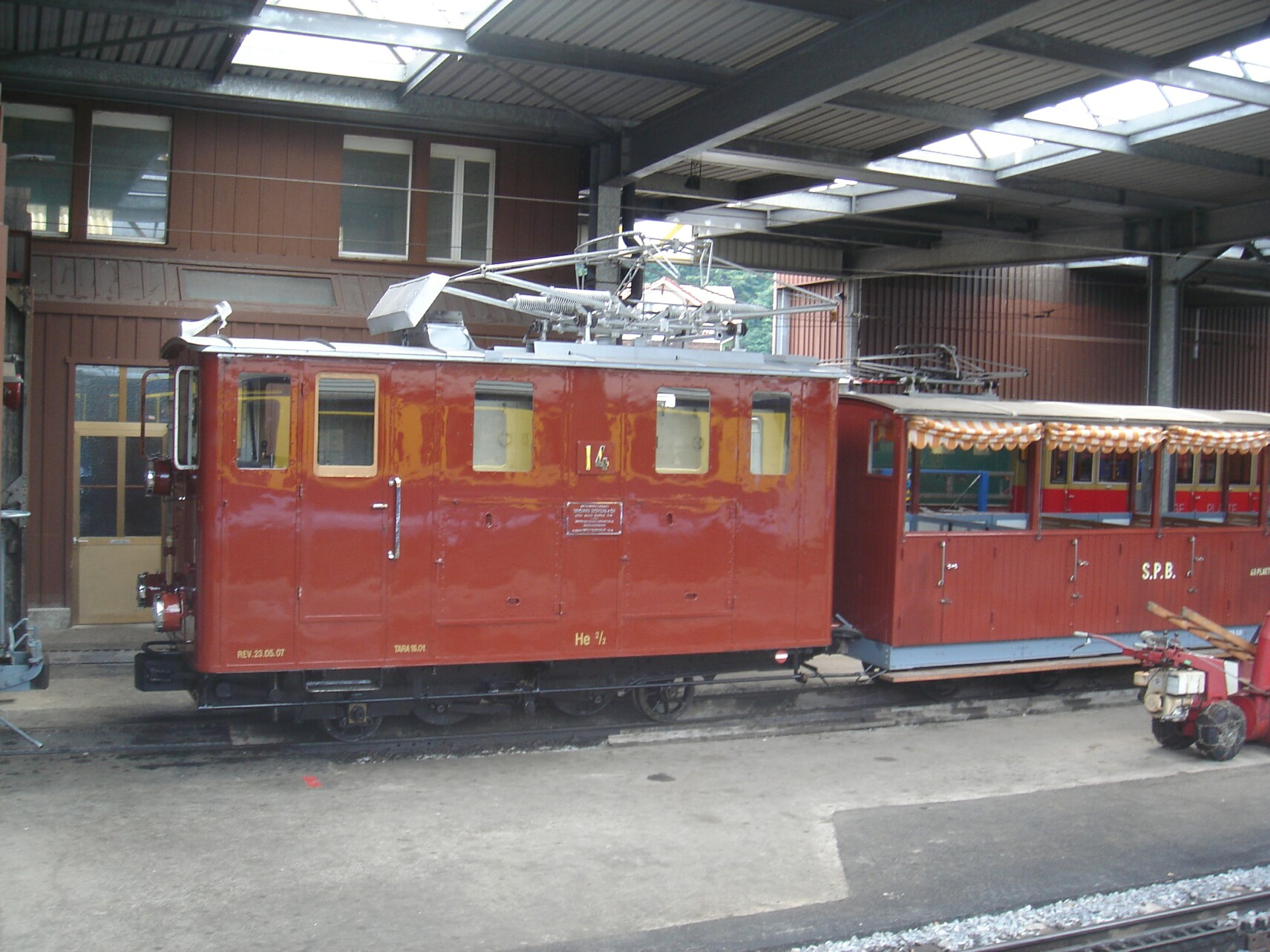
A v depu
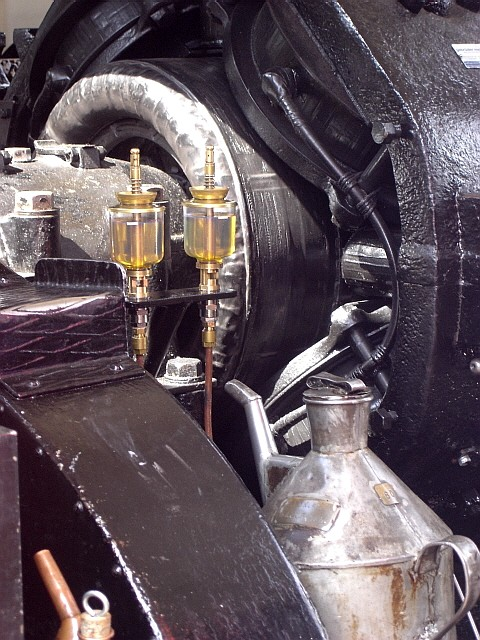
trakční motor
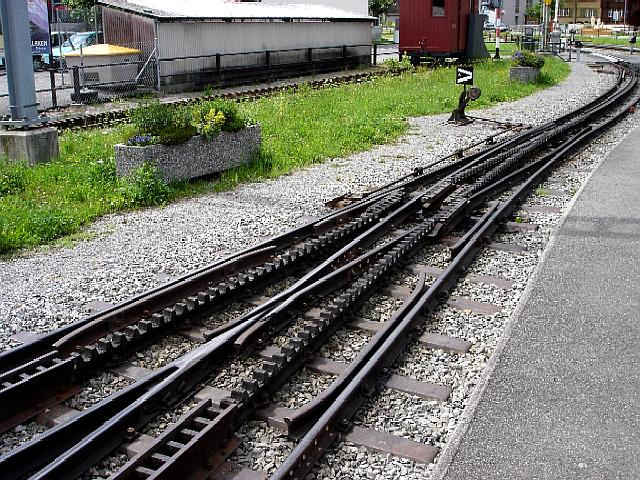
Detail výhybky